# Alipark
Alipark és un barri d'Alacant a l'Alacantí (País Valencià). Limita al nord amb el barri de Sant Blai-Sant Domènec, tot i que separat per les vies del tren que impedeixen accedir-hi directament; a l'est amb el barri de l'Eixample-Diputació; al sud amb el barri de Benalua i parcialment amb el Polígon del Baver; i a l'oest amb el barri de Sant Ferran-Princesa Mercé. Segons el cens de 2018, Alipark té una població de 2.998 habitants (1.411 homes i 1.587 dones).
Alipark és una urbanització oberta, encara que és presa com a barri.

## Història
Alipark es troba en els terrenys al nord de l'avinguda d'Aguilera, via oberta al segle xx amb la urbanització del barri de Benalua. A començaments del segle xx s'hi ubicava una metal·lúrgica de l'empresari alcoià Tomás Aznar. També s'hi trobaven el quarter militar de Sant Ferran, enderrocat l'any 2001 que dona nom al barri veí de Sant Ferran-Princesa Mercé i el segon camp de futbol de l'Hèrcules (Renato Bardín), utilitzat per l'equip des dels 1930 fins a l'any 1962.
A finals dels anys 70 la fàbrica cessaria la seua activitat productiva i començaria a edificar-se el barri, concebut com una ampliació de Francsico Albert a mode d'una de les primeres urbanitzacions interiors de la ciutat. El nom d'aquesta urbanització ha romàs com a identificador del barri, tot i que antigament es considerava una extensió de Sant Blai. Renato Bardín és la denominació de la barriada més nova del barri, a la part més occidental.

## Geografia
El barri se situa d'esquenes a les vies del ferrocarril, que limiten el seu desenvolupament cap al nord, i fa vora amb l'antic barranc de Sant Blai o de Benalua, actualment canalitzat.

## Serveis
És un barri principalment residencial, tot i que la part del barri coincident amb l'avinguda d'Aguilera presenta nombrosos comerços. Així mateix, hi ha diversos supermercats i un col·legi d'educació primària, el CEIP José Carlos Aguilera, dedicat també a l'urbanitzador de Benalua. Té diversos aparcaments gratuïts.
Té connexions amb les línies 03, 04, i 07 d'autobús a través de l'avinguda d'Aguilera i se situa pròxim a l'estació de ferrocarril.

## Carrers
Els carrers del barri estan dedicats a diverses personalitats de la província d'Alacant, especialment del món de l'ensenyament i l'Hèrcules:
- Metge Pedro Herrero: pediatre alacantí.
- Escultors Germans Blanco: Rafael i Fulgencio Blanco, escultors de figures religioses.[4]
- Pasqual Orozco: escriptor i historiògraf alacantí.[5]
- Francesc Escolano: mestre de les escoles d'Alacant.[6]
- Joaquim Orozco: professor de Montfort.[5]
- Maria Nomdedéu: militant anarcosindicalista alacantina preocupada per l'ensenyament de les dones.
- Octavio de Toledo: catedràtic impulsor de l'estudi de les matemàtiques a Espanya.
- Rigoberto Ferrer: terratinent dels terrenys del barri.
- Alcalde Ramón Hernández: últim alcalde de la II República, amb un escàs mandat d'una setmana.

Els següents carrers van ser edificats sobretot damunt o als voltants de l'antic estadi de futbol:
- Renato Bardín: empresari que va fomentar la construcció del segon estadi de l'Hèrcules.
- Esportista Ángel Aznar: accionista de l'Hèrcules.
- Club Natació: antecessor esportiu de l'Hèrcules.[7]
- Esportista Enrique Carey.
- Esportista Vicente Pastor: jugador de l'Hèrcules que va donar nom a l'equip.
- Esportista Pérez Jordà: accionista de l'Hèrcules.

## Festes
- Foguera Nou Alipark, comissió de les Fogueres de Sant Joan del barri d'Alipark.